# Kim Young-sam
Kim Young-sam (; * 20. Dezember 1927 in Geoje, Korea; † 22. November 2015 in Seoul, Südkorea) war ein südkoreanischer Politiker. Vom 25. Februar 1993 bis 25. Februar 1998 war er Staatspräsident, und somit nach 32 Jahren der erste Zivilist in diesem Amt.

## Leben
Kim machte 1952 seinen Abschluss an der Seoul National University und wurde 1954 erstmals in die südkoreanische Nationalversammlung gewählt. Während der 1970er und 1980er Jahre war er zusammen mit Kim Dae-jung ein führender Oppositionspolitiker. Als 1987 nach dem Verzicht des Ex-Generals Chun Doo-hwan die ersten demokratischen Parlamentswahlen stattfanden, kandidierten Kim Young-sam und Kim Dae-jung gegeneinander und ermöglichten somit dem Ex-General Roh Tae-woo – dem von Chun Doo-hwan unterstützten Kandidaten – den Wahlsieg. 1990 schlossen sich die Parteien von Kim und Roh zusammen, um eine konservative Regierungspartei zu bilden. In der Folge gewann Kim Young-sam am 18. Dezember 1992 die Präsidentschaftswahlen gegen Kim Dae-jung. Darauf beseitigte er bis 1998 den Einfluss der Militärs auf die Politik, indem er insbesondere Chun Doo-hwan und Roh Tae-woo wegen ihrer Rolle beim Militärputsch von 1979 vor Gericht stellen ließ. Durch das Verbot anonymer Bankkonten wurde der Korruption der Boden entzogen. Obwohl sich Kim um die Reform der Jaebeol (familienkontrollierte Industriekonglomerate) bemühte, verbindet man mit seinem Namen vor allem die Asienkrise, deren südkoreanische Variante 1997 mit dem Zusammenbruch von Kia Motors begann.
Kims Amtszeit wurde durch mehrere größere Katastrophen überschattet, wie den Zusammenbruch der Seongsu-Brücke in Seoul, das Sinken eines Schiffes und den Unfall des Fluges 801 der Korean Air.
Kim starb am 22. November 2015 im Alter von 87 Jahren im Seoul National University Hospital an einer Sepsis.